# Kabinett Lehto
Das Kabinett Lehto war das 48. Kabinett in der Geschichte Finnlands. Es amtierte vom 18. Dezember 1963 bis zum 12. September 1964.  Es handelte sich um eine parteiunabhängige geschäftsführende Regierung.

## Minister
| Ressort                                          | Name             | Amtszeitbeginn    | Amtszeitende       |
| ------------------------------------------------ | ---------------- | ----------------- | ------------------ |
| Ministerpräsident                                | Reino Lehto      | 18. Dezember 1963 | 12. September 1964 |
| Stellvertretender Ministerpräsident              | Aarne Nuorvala   | 18. Dezember 1963 | 8. Juni 1964       |
| Stellvertretender Ministerpräsident              | Reino Oittinen   | 12. Juni 1964     | 12. September 1964 |
| Minister im Büro des Ministerpräsidenten         | Aarne Nuorvala   | 18. Dezember 1963 | 8. Juni 1964       |
| Äußeres                                          | Jaakko Hallama   | 18. Dezember 1963 | 12. September 1964 |
| Minister im Außenministerium                     | Olavi J. Mattila | 18. Dezember 1963 | 12. September 1964 |
| Justiz                                           | Olavi Merimaa    | 18. Dezember 1963 | 12. September 1964 |
| Inneres                                          | Arno Hannus      | 18. Dezember 1963 | 12. September 1964 |
| Verteidigung                                     | Kaarlo Leinonen  | 18. Dezember 1963 | 12. September 1964 |
| Finanzen                                         | Esko Rekola      | 18. Dezember 1963 | 12. September 1964 |
| Minister im Finanzministerium                    | Heikki Tuominen  | 18. Dezember 1963 | 12. September 1964 |
| Bildung                                          | Reino Oittinen   | 18. Dezember 1963 | 12. September 1964 |
| Landwirtschaft                                   | Samuli Suomela   | 18. Dezember 1963 | 12. September 1964 |
| Verkehr und öffentliche Arbeiten                 | Martti Niskala   | 18. Dezember 1963 | 12. September 1964 |
| Handel und Industrie                             | Olavi J. Mattila | 18. Dezember 1963 | 12. September 1964 |
| Minister im Ministerium für Handel und Industrie | Aarno Niini      | 18. Dezember 1963 | 12. September 1964 |
| Soziales                                         | Olof Ojala       | 18. Dezember 1963 | 12. September 1964 |
| Minister im Ministerium für Soziales             | Magnus Kull      | 18. Dezember 1963 | 12. September 1964 |